# Vipiellus crenulatus
Vipiellus crenulatus är en stekelart som först beskrevs av Szepligeti 1905.  Vipiellus crenulatus ingår i släktet Vipiellus och familjen bracksteklar. Inga underarter finns listade i Catalogue of Life.